# Mark Cutifani
Mark Cutifani (né le 2 mai 1958) est un homme d'affaires australien et l'actuel directeur général du groupe Anglo American.  Mark Cutifani est administrateur non exécutif d'Anglo American Platinum et président du De Beers. Il est également administrateur non exécutif de Total. Il était auparavant PDG de la société minière d'or sud-africaine AngloGold Ashanti. Cutifani est membre de la Royal Academy of Engineering et membre du conseil d'administration du Conseil de l'hydrogène.

## Origine et formation
Cutifani est né et a grandi à Wollongong, en Australie. Après avoir quitté le lycée en 1976, il a rejoint la mine Coal Cliff et s'est inscrit à l'université de Wollongong pour obtenir un diplôme en génie minier. Il obtient son diplôme en 1982. Il a également remporté de nombreux prix, notamment la bourse de voyage Atlas Copco pour le meilleur étudiant minier d'Australasie en 1982.

## Carrière
Après avoir travaillé pour Coal Cliff, il a rejoint Kalgoorlie Gold Mines, puis la Western Mining, Normandy Mining and Sons of Gwalia.  Il devient directeur général de Sons of Gwalia en mars 2000. En octobre 2006, Cutifani a été nommé chef de l'exploitation d'Inco, puis de l'activité mondiale nickel de Vale, basée au Canada.
Le 17 septembre 2007, il rejoint AngloGold Ashanti en tant qu'administrateur de la société et est nommé PDG le 1er octobre de la même année. Cutifani a été crédité du démantèlement du portefeuille de couverture important et toxique d'AngloGold Ashanti, permettant à la société de profiter pleinement du prix au comptant de l'or beaucoup plus élevé.
En janvier 2013, il est annoncé que Cutifani deviendrait le nouveau directeur général d'Anglo American plc, commençant à son nouveau poste le 3 avril 2013, en remplacement de Cynthia Carroll.

## Vie privée
Mark Cutifani a sept enfants issus de deux mariages.

## Autres fonctions
Mark Cutifani a été membre des institutions suivantes :
- World Gold Council - Membre du conseil d'administration[13]
- Chambre des mines sud-africaine - Responsable du groupe de travail sur l'élimination des décès (2013).
- Business Leadership of South Africa (BLSA) - Membre du Conseil exécutif.
- Université Laurentienne (Canada) - Conseil des gouverneurs.
- Institut australien des mines et de la métallurgie:
  - Conseiller (Australie du Sud)
  - Membre du comité d'éthique
  - Membre du comité d'évaluation des minéraux
- École supérieure de commerce de l'Université du Cap (UCT-GSB) - Membre du conseil consultatif.
- Université de Pretoria - Membre du comité consultatif minier.
- Comité directeur du Conseil des entreprises Inde-Brésil-Afrique du Sud (IBSA) - Membre.
- Chambre des mines d'Australie occidentale - Membre du comité exécutif.
- Association minière de l'Ontario - Membre du comité exécutif.
- Comité consultatif des minéraux du Canada - Membre.
- Comité consultatif du secteur des minéraux du CSIRO (Australie) - Membre.
- Fondation et membre principal de l'industrie pour la création du Centre d'exploration et d'innovation minière (CEMI) au Canada (Université Laurentienne) en 2006[14].